# Plein 1940 (Rotterdam)
Het Plein 1940 is een verblijfsplein zonder verkeer in het centrum van Rotterdam. Vanaf het plein kijkt men uit op het buitengedeelte van het Maritiem Museum aan de Leuvehaven die er ten zuiden van ligt. Het plein grenst aan de Blaak en ligt ingeklemd tussen de gebouwen Coopvaert en het Maritiem Museum.
Het plein is genoemd naar het beginjaar van de Tweede Wereldoorlog, toen het bombardement op Rotterdam een groot deel van de stad in de as legde. Centraal op het plein staat sinds 1953 het herinneringsbeeld De Verwoeste Stad gemaakt door de Franse beeldend kunstenaar Ossip Zadkine.

## Fotogalerij

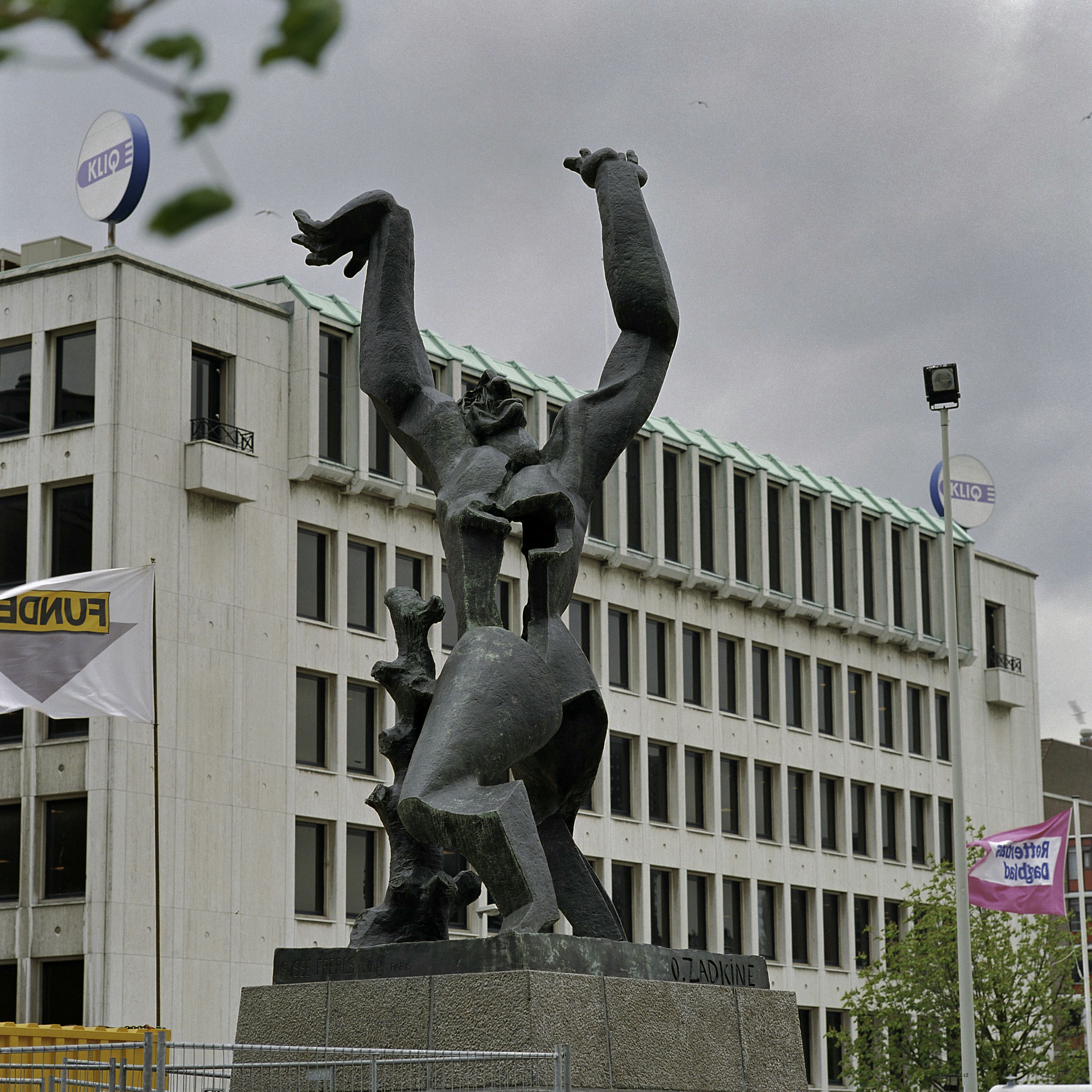
Monument De Verwoeste Stad van Ossip Zadkine aan het Plein 1940 (rijksmonument)

Admiraal de Ruyterweg ·
Admiraliteitskade ·
Aert van Nesstraat ·
Baan ·
Batavierenstraat ·
Beukelsdijk ·
Beursplein ·
Beurstraverse ·
Binnenweg ·
Binnenwegplein ·
Binnenrotte ·
Blaak ·
Boezemweg ·
Boompjes ·
Bosland ·
Botersloot ·
Burgemeester van Walsumweg ·
Churchillplein ·
Coolsingel ·
Coolvest ·
Eendrachtsplein ·
Eendrachtsweg ·
Geldersekade ·
Goudsesingel ·
's-Gravendijkwal ·
Haagseveer ·
Henegouwerlaan ·
Hofdijk ·
Hofplein ·
Hoogstraat ·
Jonker Fransstraat ·
Karel Doormanstraat ·
Kipstraat ·
Kolk ·
Koningin Emmaplein ·
Korte Hoogstraat ·
Kruiskade ·
Kruisplein ·
Leuvehoofd ·
Lijnbaan ·
Lombardkade ·
Maasboulevard ·
Mariniersweg ·
Mathenesserlaan ·
Mauritsweg ·
Meent ·
Museumpark ·
Oostmolenwerf ·
Oostplein ·
Oude Binnenweg ·
Parkkade ·
Parklaan ·
Pim Fortuynplaats ·
Plein 1940 ·
Pompenburg ·
Rochussenstraat ·
Saftlevenstraat ·
Schiedamsedijk ·
Schiedamse Vest ·
Schouwburgplein ·
Spaansekade ·
Stadhuisplein ·
Stationsplein ·
Stroveer ·
Van Oldenbarneveltstraat ·
Vasteland ·
Veerkade ·
Weena ·
Westblaak ·
Westerkade ·
West-Kruiskade ·
Westersingel ·
Westplein ·
Willemskade ·
Willemsplein ·
Witte de Withstraat